# Bruck am Ziller
Bruck am Ziller är en ort och kommun i distriktet Schwaz i förbundslandet Tyrolen i Österrike.
Kommunen består av tre orter (Ortschaften) (inom parentes invånarantal 1 januari 2024):
- Bruck am Ziller (648)
- Bruckerberg (98)
- Imming (385)